# Olavi Ojanperä
Olavi Ojanperä, né le 27 octobre 1921 et mort le 8 mai 2016, est un céiste finlandais pratiquant la course en ligne.

## Palmarès

### Jeux olympiques de canoë-kayak course en ligne
- 1952 à Helsinki,  Finlande
  -  Médaille de bronze en C-1 1000m [1]